# Гимназија „Филип Вишњић” Бијељина
Гимназија „Филип Вишњић“ је најстарија средњошколска гимназија на територији Бијељине и представља једну од најважнијих институција у области образовања региона. Добила је назив по пјеснику, гуслару Филипу Вишњићу.

## Историјат
Гимназија „Филип Вишњић“ је почела са радом 1919. године у згради данашње основне школе „Свети Сава“. Настала је као нижа гимназија са четири разреда, али већ 1924. постаје реална гимназија са осам разреда.
Након марсејског атентата 9. октобра 1934. године, када је убијен краљ Александар Карађорђевић, десио се озбиљнији инцидент у гимназији. Састојао се из исписивања антимонархистичких парола на табли и, као последица тога, распуштања целог осмог и седмог разреда.
До 1941. године гимназију је завршило 243 матуранта и велики број ученика који су завршили само нижу гимназију.
Почетком 1941. године, многи ученици и професори гимназије су учествовали у бунама против фашистичке окупације. Испред бивше зграде гимназије данас стоји спомен плоча са 209 имена погинулих ђака и 7 професора.
Њемачке власти су већ првих дана окупације затвориле школу за старије ђаке и оставили само нижу гимназију. По завршетку рата 1945. године, рад гимназије се наставио и школа је наставила са развојем. 1979. године је бројала 816 ученика распоређених у 23 одјељења. До тог тренутка кроз школу је прошло укупно 2.165 ђака.
Априла 1979. године гимназија „Филип Вишњић“ је премјештена у нову зграду у којој се налази и данас.

## Школа данас
У школској 2005/2006 години гимназија је имала 923 ученика распоређена у 29 одјељења, 51 професора и 21 радника . Подијељена је на три смјера: општи, језички и информатички.
Школа има специјалне кабинете за биологију, стране језике, музичко образовање и информатику и рачунарство. Поред тога има и затворену салу за физичко образовање и два отворена кошаркашка терена.
Школски часопис је „Наш гласник“.
Химна школе је „De Brevitate Vitae“.

## Познати ученици
- Петар Ђурковић (1908—1981), астроном
- Ђоко Јованић (1917—2000), народни херој
- Радојка Лакић (1917—1941), народни херој
- Мирослав Миловановић (1975), политичар
- Мирко Филиповић (1912—1944), народни херој